# سلیشانه
سلیشانه (به صربی: Slišane) یک منطقهٔ مسکونی در صربستان است که در لبانه واقع شده‌است. سلیشانه ۲۴۵ نفر جمعیت دارد.